# Champilico
Champilico är en ort i Mexiko.   Den ligger i kommunen Altotonga och delstaten Veracruz, i den sydöstra delen av landet, 200 km öster om huvudstaden Mexico City. Champilico ligger 2 064 meter över havet och antalet invånare är 939.
Terrängen runt Champilico är huvudsakligen kuperad, men österut är den bergig. Runt Champilico är det ganska tätbefolkat, med 90 invånare per kvadratkilometer. Närmaste större samhälle är Teziutlan, 13,4 km nordväst om Champilico. Trakten runt Champilico består till största delen av jordbruksmark.